# シティタワー蕨
シティタワー蕨（シティタワーわらび）は、埼玉県蕨市にある超高層タワーマンション。蕨駅周辺の再開発事業により建設された。住友不動産による分譲マンションとなっている。

## 概要
蕨駅西口地区7番街区市街地再開発事業によって建設された。西側の高層住宅棟と東側の低層の公共施設棟がある。公共施設棟は3階建で、蕨市立文化ホールくるるとしてオープンした。蕨市内で最も高い建築物である。隣接する駅側でも、蕨駅西口地区第一種市街地再開発事業（図書館・行政センター併設）が計画されており、プロムナードが接続される予定。

## 沿革
- 1981年（昭和59年）2月 - 蕨貨物駅が廃止される。
- 1992年（平成4年） - 蕨市土地開発公社が国鉄清算事業団から蕨貨物駅跡地を取得。地区再開発協議会発足[1]。
- 1995年（平成7年）2月 - 蕨駅西口地区第一種市街地再開発事業の都市計画決定。
- 2005年（平成17年）3月16日 - 都市計画変更決定。
- 2007年（平成19年）2月20日 - 再開発事業認可。再開発組合設立。
- 2008年（平成20年）3月15日 - 着工。
- 2010年（平成22年）6月8日 - 竣工。